# Hôtel Pullman Paris Tour Eiffel
L'Hôtel Pullman Paris Tour Eiffel és un gratacel situat a París, França, al  15è districte, prop de la Torre Eiffel. Amb 430 cambres. És un dels hotels més propers a la Torre Eiffel.
L'hotel va ser dissenyat per l'arquitecte Pierre Dufau i inaugurat el 1965 com a hotel Hilton. Es va convertir en un hotel Pullman el 2009 i es va unir al grup Accor. El 2014, l’hotel ha estat renovat amb el dissenyador Christophe Pillet.
L’hotel és propietat d'Amundi.